# Bitschwiller-lès-Thann
Bitschwiller-lès-Thann (deutsch Bitschweiler) ist eine französische Gemeinde mit 1995 Einwohnern (Stand 1. Januar 2022) im Département Haut-Rhin in der Region Grand Est (bis 2015 Elsass). Sie gehört zum Arrondissement Thann-Guebwiller und zum Kanton Cernay.

## Geografie
Die Gemeinde Bitschwiller-lès-Thann liegt an der Thur zwischen Thann und Willer-sur-Thur (Weiler). Sie wird von Bergen wie Weckenthalkopf, Grumbachkopf und Erzenbachkopf flankiert und liegt im Regionalen Naturpark Ballons des Vosges. Hausberg der Gemeinde ist der Thanner Hubel (1180 m), der sich westlich vom Ort erhebt. Der sattelförmige Berg wird landwirtschaftlich genutzt: Viehzucht, Molkerei und Bergbauerngasthof.
Eine Talverengung (La Rochelle) zwischen Bitschwiller und der Nachbargemeinde Thann führt dazu, dass die gegenüberliegenden Berghänge nur etwa 300 m voneinander getrennt sind. Die andere Nachbargemeinde, Willer-sur-Thur (Weiler), liegt zwei Kilometer talaufwärts.

## Bevölkerungsentwicklung
| Jahr      | 1962 | 1968 | 1975 | 1982 | 1990 | 1999 | 2006 |
| Einwohner | 2109 | 2169 | 2117 | 1922 | 2052 | 2121 | 2149 |

|  |

## Geschichte
Bitschweiler wurde 1250 als Butzswilre erstmals urkundlich erwähnt. Der Ort gehörte bis zur Französischen Revolution zum Amt Sankt Amarin (Vogtei Sankt Amarin) der Fürstabtei Murbach.

## Verkehrsanbindung
Bitschwiller-lès-Thann hat einen Bahnhof der SNCF und ist ans Netz der Departementsstraßen angeschlossen. Die Route Joffre führt über den Col du Hundsruck nach Masevaux im Doller-Tal.